# Ligne 6a (CFL)
Pour les articles homonymes, voir Ligne 6.
La ligne 6a Bettembourg - Esch-sur-Alzette est une ligne de chemin de fer de 9,55 km reliant Bettembourg à Esch-sur-Alzette.
Exploitée par la Compagnie des chemins de fer de l'Est en 1860, puis après 1872 par la Direction générale impériale des chemins de fer d'Alsace-Lorraine, par l'Administration des chemins de fer d'Alsace et de Lorraine après 1919, par la SNCF après 1938 puis par la Deutsche Reichsbahn après 1940, elle est exploitée depuis 1946 par la société nationale des chemins de fer luxembourgeois.

## Histoire
Le 23 avril 1860, la Compagnie des chemins de fer de l'Est, exploitant des lignes de la Société royale grand-ducale des chemins de fer Guillaume-Luxembourg, ouvre à l'exploitation la ligne de Bettembourg à Esch-sur-Alzette,.
La ligne est électrifiée en intégralité en 1960.

## Caractéristiques

### Tracé
Longue de 9,55 kilomètres, la ligne relie Bettembourg à la 2e ville du grand-duché, Esch-sur-Alzette. D'orientation nord-est-sud-ouest, elle est électrifiée en 2 x 25000 V - 50 Hz et est à deux voies banalisées et à écartement normal (1 435 mm).
Le tracé de la ligne, qui dessert le sud du Luxembourg est relativement plat, avec une pente maximale de 11 ‰. Cela se traduit notamment par l'absence de tunnels.

### Infrastructures

#### Signalisation
La ligne est équipée de la signalisation ferroviaire luxembourgeoise et du Système européen de contrôle des trains de niveau 1 (ETCS L1), ce dernier cohabite jusqu'au 31 décembre 2019 avec le Memor II+.

#### Gares
Outre la gare d'origine, de Bettembourg, la ligne comporte trois gares ou haltes voyageurs :  Noertzange, Schifflange et Esch-sur-Alzette. Deux de ces gares ont également des installations de « terminal fret » et de « gare de formation » : Bettembourg et Esch-sur-Alzette.

#### Vitesses limites
La vitesse limite est de 100 km/h sur l'ensemble de la ligne.

## Trafic
La ligne est desservie par deux lignes commerciales des CFL :
- la ligne Luxembourg - Esch-sur-Alzette - Rodange ;
- la ligne Rodange - Esch-sur-Alzette - Luxembourg - Troisvierges.

La desserte s'effectue dans la pratique par des trains Regional-Express et Regionalbunn.
Des trains de marchandises empruntent la ligne.